# Ämmässuo
Ämmässuo est un quartier de la ville d'Espoo en Finlande.

## Description
Ämmässuo compte 0 habitants (31.12.2016).
Le centre de gestion des déchets d'Ämmässuo est situé dans le quartier.
Ses quartiers voisins sont Kolmperä, Espoonkartano et Kirkkonummi.